# Bocairente
Bocairent è un comune spagnolo di 4 457 abitanti situato nella comunità autonoma Valenciana.
Tra i luoghi di interesse vi sono la Cava de Sant Blai e le Covetes dels Moros.